# Андерссон, Даниель (футболист, 1977)
Даниель Джерри Андерссон (швед. Daniel Jerry Andersson, 28 августа 1977, Боргебю) — шведский футболист, опорный полузащитник. Большую часть карьеры провел в «Мальмё».

## Клубная карьера
Начал играть в футбол в детской команде «Бьерред ИФ». В 1994 году подписал контракт с «Мальмё». Дебютировал в высшей лиге 18 мая 1995 года в матче против «Гётеборга», закончившемся со счётом 1:1. Андерссон смог ярко проявить свой талант в шведской лиге и был замечен итальянскими скаутами.
На протяжении трёх сезонов Андерссон играл за «Бари» — аутсайдера Серии А, в этом клубе был ключевым игроком, в сезоне 2000/2001 стал лучшим бомбардиром команды. Потом за три года сменил ещё три итальянские команды, в которых тоже не добился особого успеха.
В 2004 году вместе со своим соотечественником и товарищем по команде Икселем Османовски вернулся в «Мальмё». Являлся капитаном команды.

## Карьера в сборной
Дебютировал в сборной 11 февраля 1997 года в игре с Таиландом. Участвовал в финальных турнирах Евро-2000 (сыграл в двух матчах) и Евро-2008 (провёл 3 матча). Был в заявке на чемпионате мира 2002 (не играл) и 2006 (вышел на замену в компенсированное время последнего матча группового этапа).

## Достижения
- Чемпион Швеции 2004, 2010

## Личная жизнь
Даниель происходит из футбольной семьи — его отец Рой и старший брат Патрик тоже играли за сборную страны.